# Грчка на Европским првенствима у фудбалу
Фудбалска репрезентација Грчке је репрезентација под контролом Фудбалског савеза Грчке.
Репрезентација Грчке је четири пута наступила на Европском првенству: 1980, 2004, 2008. и 2012. године.
Прво појављивање Грчке на великим такмичењима је било на Европском првенству 1980. у Италији, али су били без победе до првог сусрета на Европском првенству 2004. у Португалу када су поразили домаћина Португал резултатом 2:1. Грчка је изненађујуће освојила првенство, победивши у четвртфиналу браниоца титуле Французе, фаворизовану Чешку у полуфиналу и Португал у финалу голом Ангелоса Харистеаса.

## Табела
| 1960   | Није се квалификовала     | Није се квалификовала     | Није се квалификовала     | Није се квалификовала     | Није се квалификовала     | Није се квалификовала     | Није се квалификовала     | Није се квалификовала     | 2        | 0        | 1        | 1        | 2        | 8        |
| 1964   | Одустала од квалификација | Одустала од квалификација | Одустала од квалификација | Одустала од квалификација | Одустала од квалификација | Одустала од квалификација | Одустала од квалификација | Одустала од квалификација | Одустала | Одустала | Одустала | Одустала | Одустала | Одустала |
| 1968   | Није се квалификовала     | Није се квалификовала     | Није се квалификовала     | Није се квалификовала     | Није се квалификовала     | Није се квалификовала     | Није се квалификовала     | Није се квалификовала     | 6        | 2        | 2        | 2        | 8        | 9        |
| 1972   | Није се квалификовала     | Није се квалификовала     | Није се квалификовала     | Није се квалификовала     | Није се квалификовала     | Није се квалификовала     | Није се квалификовала     | Није се квалификовала     | 6        | 1        | 1        | 4        | 3        | 8        |
| 1976   | Није се квалификовала     | Није се квалификовала     | Није се квалификовала     | Није се квалификовала     | Није се квалификовала     | Није се квалификовала     | Није се квалификовала     | Није се квалификовала     | 6        | 2        | 3        | 1        | 12       | 9        |
| 1980   | Групна фаза               | 8ми / 8тимова             | 3                         | 0                         | 1                         | 2                         | 1                         | 4                         | 6        | 3        | 1        | 2        | 13       | 7        |
| 1984   | Није се квалификовала     | Није се квалификовала     | Није се квалификовала     | Није се квалификовала     | Није се квалификовала     | Није се квалификовала     | Није се квалификовала     | Није се квалификовала     | 8        | 3        | 2        | 3        | 8        | 10       |
| 1988   | Није се квалификовала     | Није се квалификовала     | Није се квалификовала     | Није се квалификовала     | Није се квалификовала     | Није се квалификовала     | Није се квалификовала     | Није се квалификовала     | 8        | 4        | 1        | 3        | 12       | 13       |
| 1992   | Није се квалификовала     | Није се квалификовала     | Није се квалификовала     | Није се квалификовала     | Није се квалификовала     | Није се квалификовала     | Није се квалификовала     | Није се квалификовала     | 8        | 3        | 2        | 3        | 11       | 9        |
| 1996   | Није се квалификовала     | Није се квалификовала     | Није се квалификовала     | Није се квалификовала     | Није се квалификовала     | Није се квалификовала     | Није се квалификовала     | Није се квалификовала     | 10       | 6        | 0        | 4        | 23       | 9        |
| 2000   | Није се квалификовала     | Није се квалификовала     | Није се квалификовала     | Није се квалификовала     | Није се квалификовала     | Није се квалификовала     | Није се квалификовала     | Није се квалификовала     | 10       | 4        | 3        | 3        | 13       | 8        |
| 2004   | Прваци                    | 1ви / 16 тимова           | 6                         | 4                         | 1                         | 1                         | 7                         | 4                         | 8        | 6        | 0        | 2        | 8        | 4        |
| 2008   | Групна фаза               | 16ти / 16 тимова          | 3                         | 0                         | 0                         | 3                         | 1                         | 5                         | 12       | 10       | 1        | 1        | 25       | 10       |
| 2012   | Четвртфинале              | 7ми / 16 тимова           | 4                         | 1                         | 1                         | 2                         | 5                         | 7                         | 10       | 7        | 3        | 0        | 14       | 5        |
| 2016   | Није се квалификовала     | Није се квалификовала     | Није се квалификовала     | Није се квалификовала     | Није се квалификовала     | Није се квалификовала     | Није се квалификовала     | Није се квалификовала     | 1        | 0        | 0        | 1        | 0        | 1        |
| 2020   | Следи                     | Следи                     | Следи                     | Следи                     | Следи                     | Следи                     | Следи                     | Следи                     | 0        | 0        | 0        | 0        | 0        | 0        |
| Укупно | 1 титула                  | 4/15                      | 16                        | 5                         | 3                         | 8                         | 14                        | 20                        | 110      | 52       | 23       | 35       | 159      | 123      |

## Резултати

### Европско првенство 1980.
Група 1
| 11. јун 1980. у Напуљу 20,30                       |   |                                 |           |
| Холандија · Кист 65’                               | — | Грчка · −                       | 1:0 (0:0) |
| 14. јун 1980. у Риму 20,30                         |   |                                 |           |
| Чехословачка · Паненка 6’ · Визек 26’ · Нехода 63’ | — | Грчка · Анастопулос 14’ · − · − | 3:1 (2:1) |
| 17. јун 1980. у Торину 20,30                       |   |                                 |           |
| Грчка                                              | — | Западна Немачка                 | 0:0 (0:0) |

### Европско првенство 2004.
Група А
| Португалија   | 1 : 2    | Грчка                            |
| ------------- | -------- | -------------------------------- |
| Роналдо 90+3’ | Извештај | Карагунис 7’ · Басинас 51’ (пен) |

| Грчка         | 1 : 1    | Шпанија        |
| ------------- | -------- | -------------- |
| Харистеас 66’ | Извештај | Моријентес 28’ |

| Русија                    | 2 : 1    | Грчка      |
| ------------------------- | -------- | ---------- |
| Кириченко 2’ · Буљкин 17’ | Извештај | Вризас 43’ |

|    | Табела групе А | И | П | Н | И | ДГ | ПГ | ГР | Бод. |
| -- | -------------- | - | - | - | - | -- | -- | -- | ---- |
| 1. | Португалија    | 3 | 2 | 0 | 1 | 4  | 2  | +2 | 6    |
| 2. | Грчка          | 3 | 1 | 1 | 1 | 4  | 4  | 0  | 4    |
| 3. | Шпанија        | 3 | 1 | 1 | 1 | 2  | 2  | 0  | 4    |
| 4. | Русија         | 3 | 1 | 0 | 2 | 2  | 4  | -2 | 3    |

Четвртфинале
| Француска | 0 : 1    | Грчка         |
| --------- | -------- | ------------- |
|           | извештај | 65’ Харистеас |

Полуфинале
| Грчка      | 1 : 0 (0 : 0, 0 : 0) | Чешка |
| ---------- | -------------------- | ----- |
| Делас 105' | извештај             |       |

Финале
| Португалија | 0 : 1    | Грчка         |
| ----------- | -------- | ------------- |
|             | Извештај | Харистеас 57’ |

### Европско првенство 2008.
Група Д
| Грчка | 0 — 2      | Шведска                      |
| ----- | ---------- | ---------------------------- |
|       | (Извештај) | Ибрахимовић 67’ · Хансон 72’ |

| Грчка | 0 — 1      | Русија       |
| ----- | ---------- | ------------ |
|       | (Извештај) | Зирјанов 33’ |

| Грчка         | 1 — 2      | Шпанија                    |
| ------------- | ---------- | -------------------------- |
| Харистеас 42’ | (Извештај) | де ла Ред 61’ · Гвиза 88’' |

Табела групе Д
| Тим     | ИГ | П | Н | И | ДГ | ПГ | ГР | Бод. |
| ------- | -- | - | - | - | -- | -- | -- | ---- |
| Шпанија | 3  | 3 | 0 | 0 | 8  | 2  | +6 | 9    |
| Русија  | 3  | 2 | 0 | 1 | 4  | 4  | 0  | 6    |
| Шведска | 3  | 1 | 0 | 2 | 3  | 4  | -1 | 3    |
| Грчка   | 3  | 0 | 0 | 3 | 1  | 5  | -4 | 0    |

### Европско првенство 2012.
Утакмице Групе А на Европском првенству у фудбалу 2012. су одигране између 8. јуна и 16. јуна 2012. У овој групи су се налазиле репрезентације Пољске (домаћин), Грчке, Русије и Чешке. Прва два тима из групе су прошла у четвртфинале. Први из групе ће играти са другим из групе Б, док ће други из групе А играти са првим из групе Б.
Састави
- Састави репрезентација Групе А

| Пољска          | 1 : 1    | Грчка           |
| --------------- | -------- | --------------- |
| Левандовски 17’ | Извештај | Салпингидис 51’ |

| Грчка     | 1 : 2    | Чешка                 |
| --------- | -------- | --------------------- |
| Гекас 53’ | Извештај | Јирачек 3’ · Пилар 6’ |

| Грчка           | 1 : 0    | Русија |
| --------------- | -------- | ------ |
| Карагунис 45+2’ | Извештај |        |

Табела
|    | Табела групе А | И | П | Н | И | ДГ | ПГ | ГР | Бод. |
| -- | -------------- | - | - | - | - | -- | -- | -- | ---- |
| 1. | Чешка          | 3 | 2 | 0 | 1 | 4  | 5  | -1 | 6    |
| 2. | Грчка          | 3 | 1 | 1 | 1 | 3  | 3  | 0  | 4    |
| 3. | Русија         | 3 | 1 | 1 | 1 | 5  | 3  | +2 | 4    |
| 4. | Пољска         | 3 | 0 | 2 | 1 | 2  | 3  | -1 | 2    |

Четвртфинале
| Немачка                                     | 4 : 2    | Грчка                                |
| ------------------------------------------- | -------- | ------------------------------------ |
| Лам 39’ · Хедира 61’ · Клосе 68’ · Ројс 74’ | Извештај | Самарас 55’ · Салпингидис 89’ (пен.) |